# John Kunkel Small

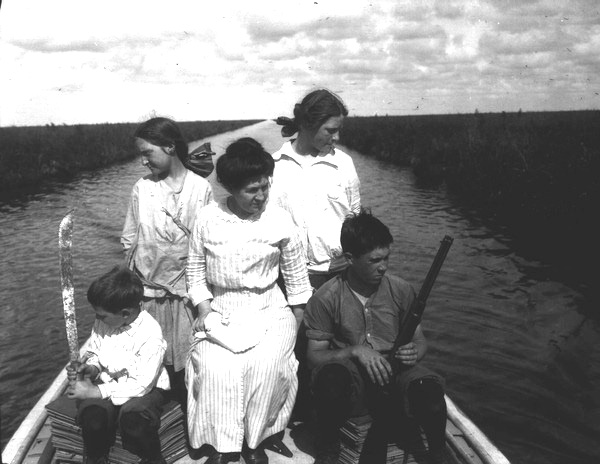
La famiglia di John Kunkel Small nelle Everglades (Florida) presso il Lago Okeechobee a bordo della barca "Lida", 1913. Small portava frequentemente con sé la sua famiglia durante le sue escursioni botaniche ed etnografiche. Da sinistra a destra: George K. Small, Kathryn Wheeler Small, Elizabeth Wheeler Small, Elizabeth Small e John Wheeler Small.

John Kunkel Small (Harrisburg, 31 gennaio 1869 – 20 gennaio 1938) è stato un botanico statunitense.

## Biografia
Kunkel studiò Botanica presso il Franklin & Marshall College e la Columbia University.
Inizialmente, fu curatore dei Musei presso il New York Botanical Garden, incarico che mantenne dal 1898 fino al 1906.
Dal 1906 al 1934 fu curatore capo e quindi, dal 1934 fino alla sua morte, fu Chief Research Associate and Curator.
La tesi di dottorato di Small, pubblicata come Flora of the Southeastern United States nel 1903, rivista poi nel 1913 e nel 1933, resta ancor'oggi il miglior punto di riferimento in ambito floreale per gran parte della parte meridionale degli Stati Uniti d'America.
Supportato dal filantropo Charles Deering, Small viaggiò estensivamente per tutta la Florida, registrando piante e formazioni di terre emerse.
Small fu uno dei primi esploratori botanici della Florida, di cui documentò per la prima volta molti aspetti, sebbene la flora e la fauna locali fossero ben note agli indigeni Seminole.
Il suo primo viaggio nella regione fu compiuto nel 1901. Nei 37 anni successivi, Small vi si recò parecchie volte "per raccogliere campioni, per studiare la storia naturale della regione e per fotografare i paesaggi naturali, le piante tropicali, i Seminole e altri abitanti del luogo".
Per le esplorazioni Small utilizzò sia l'automobile sia la barca, spesso facendosi accompagnare dalla moglie Elizabeth e dai quattro figli (due maschi e due femmine).
Small registrò le sue ricerche in 450 lavori pubblicati (principalmente articoli) e in numerosi dattiloscritti non pubblicati.
Tra le sue pubblicazioni più note vi è il volume From Eden to Sahara: Florida's Tragedy, che, nel 1929, fu apprezzato per la documentazione del forte degrado delle risorse botaniche della Florida meridionale, che fino ad allora era stato possibile osservare.